# Haliophasma profunda
Haliophasma profunda är en kräftdjursart som beskrevs av Negoescu 1994. Haliophasma profunda ingår i släktet Haliophasma och familjen Anthuridae. Inga underarter finns listade i Catalogue of Life.